# Monte Brouillard
Il monte Brouillard (pron. fr. AFI: [bʁujaʁ]; 4.069 m s.l.m.) è una vetta alpina del massiccio del Monte Bianco del versante italiano. È la massima elevazione della Cresta di Brouillard.

## Toponimo
Sebbene Brouillard in francese significhi "nebbia", l'abbé Joseph-Marie Henry svela che il toponimo è frutto di un adattamento del termine francoprovenzale breuil, che in patois valdostano indica un ripiano lacustre e paludoso di alta montagna, come per il Breuil. Il termine broillà, da cui deriva in questo caso Brouillard, indica quindi un monte con molti breuils.

## Caratteristiche

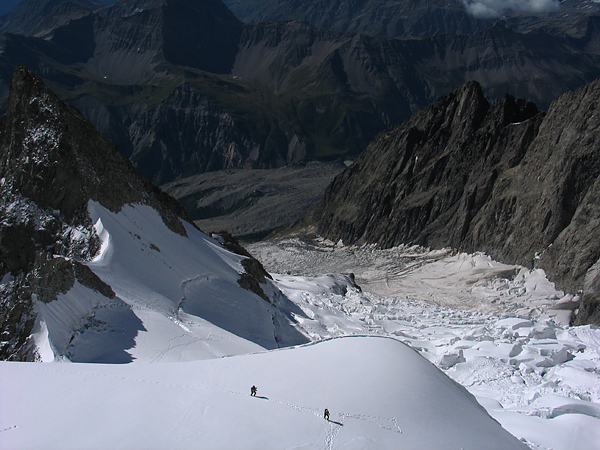
Il ghiacciaio del Brouillard.

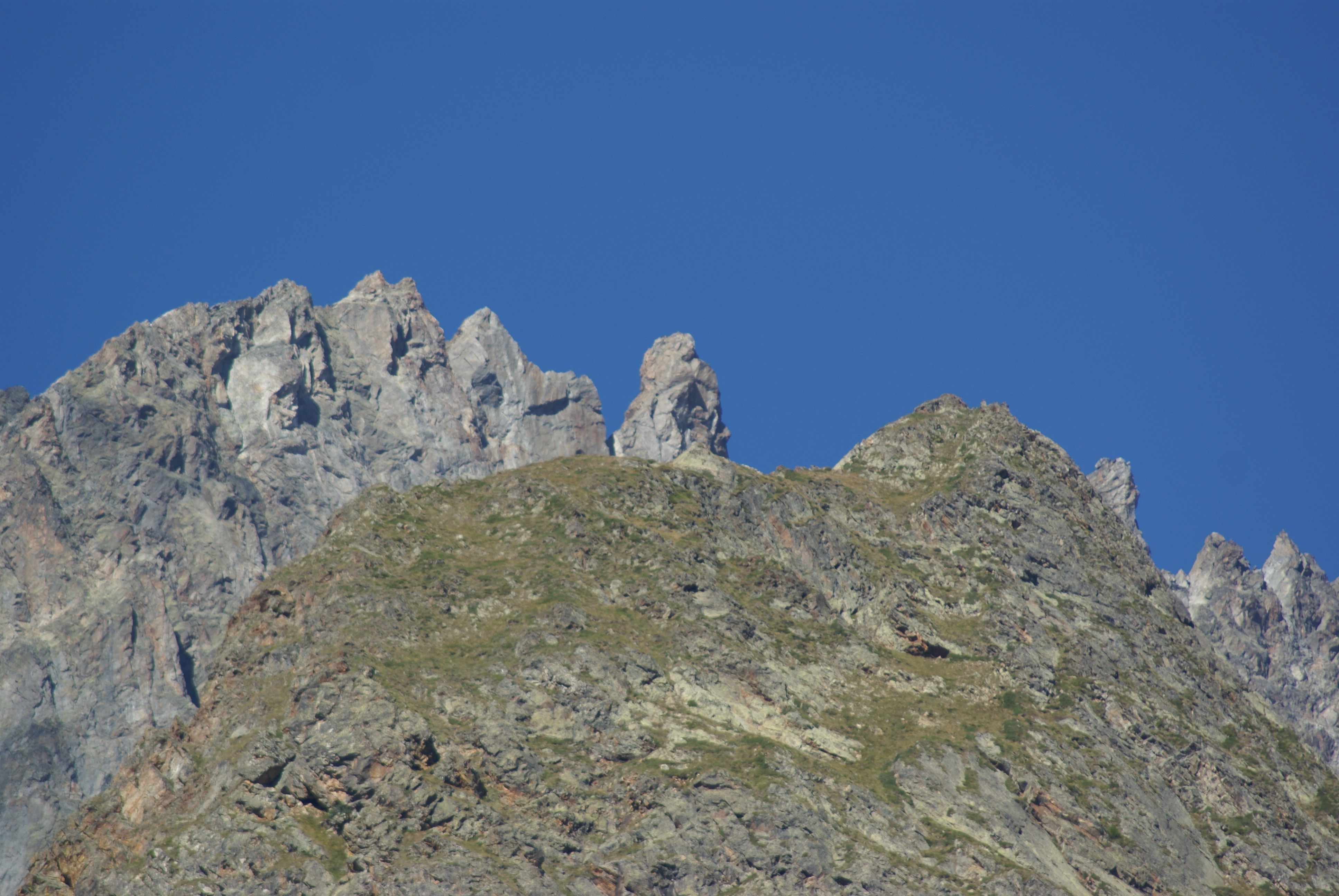
Il Mont Brouillard visto dalla val Veny

Si trova lungo la Cresta di Brouillard che partendo dalle Aiguilles du Brouillard e passando dalla punta Baretti, monte Brouillard e Picco Luigi Amedeo sale fino alla vetta del Monte Bianco. Ad est della montagna si stende il ghiacciaio del Brouillard mentre ad ovest si trova il ghiacciaio del Monte Bianco.

## Salita alla vetta
È incerta l'attribuzione della prima salita alla vetta. Martino Baretti e Jean-Joseph Maquignaz affermarono di aver salito la montagna insieme alla vicina punta Baretti nel 1880. Ma la descrizione da loro fatta ed il non aver trovato nulla sulla vetta lascia molte incertezze. L'ascesa successiva risale al 10 luglio 1906 ad opera di Oskar Eckenstein e del valdostano Alexis Brocherel.
Anche oggi la salita alla vetta è riservata ad alpinisti esperti. Presenta diverse varianti che hanno segnato la storia dell'alpinismo moderno come il Pilastro Rosso di Brouillard.  La prima persona a scalare il Pilastro Centrale di Brouillard fu lo scalatore gallese Eric Jones, nel 1970.
La via normale parte dal Rifugio Monzino e consiste nel risalire il ghiacciaio del Brouillard tenendosi sul suo bordo destro. Si sale quindi al Col du Freney (3.600 m s.l.m.), poi al Bivacco Marco Crippa ed infine al Colle Émile Rey (4.027 m). Da quest'ultimo colle si risale la breve cresta nord. Questa via nel suo complesso è valutata AD-.
Nel 1980 Flaviano Bessone, Ugo Manera, Isidoro Meneghin e Mario Pellizzaro, salendo da Est-Nord-Est realizzano la "via dei dilettanti".
Una grande classica di salita al monte Bianco è l'integrale della "Arête du Brouillard" che, partendo da "Plan Vény'" (1.565 m s.l.m.) , conduce fino in vetta al "tetto d'Europa".